# Ruta élite femenina en el Campeonato Mundial de Ruta

Maillot arcoíris otorgado a la campeona de la prueba

La prueba de línea o ruta élite femenina en el Campeonato Mundial de Ciclismo en Ruta se realiza desde el Mundial de 1958.

## Palmarés
| Núm.     | Año         | Sede                                    | Oro                                     | Plata                                        | Bronce                                  |
| -------- | ----------- | --------------------------------------- | --------------------------------------- | -------------------------------------------- | --------------------------------------- |
| I – XXIV | 1927 – 1957 | No realizados                           | No realizados                           | No realizados                                | No realizados                           |
| XXV      | 1958        | Reims ( Francia)                        | Elsy Jacobs Luxemburgo                  | Tamara Novikova URSS                         | Maria Lukshina URSS                     |
| XXVI     | 1959        | Zandvoort · ( Países Bajos)             | Yvonne Reynders · Bélgica               | Aino Puronen URSS                            | Vera Gorbacheva URSS                    |
| XXVII    | 1960        | Leipzig ( RDA)                          | Beryl Burton Reino Unido                | Rosa Sels · Bélgica                          | Elisabeth Kleinhaus RDA                 |
| XXVIII   | 1961        | Berna · ( Suiza)                        | Yvonne Reynders · Bélgica               | Beryl Burton Reino Unido                     | Elsy Jacobs Luxemburgo                  |
| XXIX     | 1962        | Saló · ( Italia)                        | Marie-Rose Gaillard · Bélgica           | Yvonne Reynders · Bélgica                    | Marie-Thérèse Naessens · Bélgica        |
| XXX      | 1963        | Ronse · ( Bélgica)                      | Yvonne Reynders · Bélgica               | Rosa Sels · Bélgica                          | Aino Puronen URSS                       |
| XXXI     | 1964        | Sallanches ( Francia)                   | Emilia Sonk URSS                        | Galina Yudina URSS                           | Rosa Sels · Bélgica                     |
| XXXII    | 1965        | Lasarte ( España)                       | Elisabeth Kleinhaus RDA                 | Yvonne Reynders · Bélgica                    | Aino Puronen URSS                       |
| XXXIII   | 1966        | Nürburgring ( RFA)                      | Yvonne Reynders · Bélgica               | Keetie Hage · Países Bajos                   | Aino Puronen URSS                       |
| XXXIV    | 1967        | Heerlen · ( Países Bajos)               | Beryl Burton Reino Unido                | Liubov Zadorozhnaya URSS                     | Anna Konkina URSS                       |
| XXXV     | 1968        | Imola · ( Italia)                       | Keetie van Oosten-Hage · Países Bajos   | Baiba Tsaune URSS                            | Morena Tartagni · Italia                |
| XXXVI    | 1969        | Brno ( Checoslovaquia)                  | Audrey McElmury Estados Unidos          | Bernadette Swinnerton Reino Unido            | Nina Trofimova URSS                     |
| XXXVII   | 1970        | Leicester ( Reino Unido)                | Anna Konkina URSS                       | Morena Tartagni · Italia                     | Raisa Obodovskaya URSS                  |
| XXXVIII  | 1971        | Mendrisio · ( Suiza)                    | Anna Konkina URSS                       | Morena Tartagni · Italia                     | Keetie van Oosten-Hage · Países Bajos   |
| XXXIX    | 1972        | Gap ( Francia)                          | Geneviève Gambillon Francia             | Liubov Zadorozhnaya URSS                     | Anna Konkina URSS                       |
| XL       | 1973        | Barcelona ( España)                     | Nicole Vandenbroeck · Bélgica           | Keetie van Oosten-Hage · Países Bajos        | Valentina Rebrovskaya URSS              |
| XLI      | 1974        | Montreal · ( Canadá)                    | Geneviève Gambillon Francia             | Baiba Tsaune URSS                            | Keetie van Oosten-Hage · Países Bajos   |
| XLII     | 1975        | Yvoir · ( Bélgica)                      | Tineke Fopma · Países Bajos             | Geneviève Gambillon Francia                  | Keetie van Oosten-Hage · Países Bajos   |
| XLIII    | 1976        | Ostuni · ( Italia)                      | Keetie van Oosten-Hage · Países Bajos   | Luigina Bissoli · Italia                     | Yvonne Reynders · Bélgica               |
| XLIV     | 1977        | San Cristóbal · ( Venezuela)            | Josiane Bost Francia                    | Connie Carpenter Estados Unidos              | Minnie Brinkhof · Países Bajos          |
| XLV      | 1978        | Nürburgring ( RFA)                      | Beate Habetz RFA                        | Keetie van Oosten-Hage · Países Bajos        | Emanuella Lorenzon · Italia             |
| XLVI     | 1979        | Valkenburg · ( Países Bajos)            | Petra de Bruin · Países Bajos           | Jenny De Smet · Bélgica                      | Beate Habetz RFA                        |
| XLVII    | 1980        | Sallanches ( Francia)                   | Beth Heiden Estados Unidos              | Trude Jahre · Suiza                          | Mandy Jones Reino Unido                 |
| XLVIII   | 1981        | Praga ( Checoslovaquia)                 | Ute Enzenauer RFA                       | Jeannie Longo Francia                        | Connie Carpenter Estados Unidos         |
| XLIX     | 1982        | Goodwood ( Reino Unido)                 | Mandy Jones Reino Unido                 | Maria Canins · Italia                        | Gerda Sierens · Bélgica                 |
| L        | 1983        | Altenrhein · ( Suiza)                   | Marianne Berglund · Suecia              | Rebecca Twigg Estados Unidos                 | Maria Canins · Italia                   |
| LI       | 1984        | Realizado en los XXIII Juegos Olímpicos | Realizado en los XXIII Juegos Olímpicos | Realizado en los XXIII Juegos Olímpicos      | Realizado en los XXIII Juegos Olímpicos |
| LII      | 1985        | Giavera del Montello · ( Italia)        | Jeannie Longo Francia                   | Maria Canins · Italia                        | Sandra Schumacher RFA                   |
| LIII     | 1986        | Colorado Springs ( Estados Unidos)      | Jeannie Longo Francia                   | Janelle Parks Estados Unidos                 | Alla Yakovleva URSS                     |
| LIV      | 1987        | Villach · ( Austria)                    | Jeannie Longo Francia                   | Heleen Hage · Países Bajos                   | Connie Meijer · Países Bajos            |
| LV       | 1988        | Realizado en los XXIV Juegos Olímpicos  | Realizado en los XXIV Juegos Olímpicos  | Realizado en los XXIV Juegos Olímpicos       | Realizado en los XXIV Juegos Olímpicos  |
| LVI      | 1989        | Chambéry ( Francia)                     | Jeannie Longo Francia                   | Catherine Marsal Francia                     | Maria Canins · Italia                   |
| LVII     | 1990        | Utsunomiya ( Japón)                     | Catherine Marsal Francia                | Ruthie Matthes Estados Unidos                | Louisa Seghezzi · Italia                |
| LVIII    | 1991        | Stuttgart · ( Alemania)                 | Leontien van Moorsel · Países Bajos     | Inga Thompson Estados Unidos                 | Alison Sydor · Canadá                   |
| LIX      | 1992        | Realizado en los XXV Juegos Olímpicos   | Realizado en los XXV Juegos Olímpicos   | Realizado en los XXV Juegos Olímpicos        | Realizado en los XXV Juegos Olímpicos   |
| LX       | 1993        | Oslo · ( Noruega)                       | Leontien van Moorsel · Países Bajos     | Jeannie Longo Francia                        | Laura Charameda Estados Unidos          |
| LXI      | 1994        | Agrigento · ( Italia)                   | Monica Valen · Noruega                  | Patsy Maegerman · Bélgica                    | Jeanne Golay Estados Unidos             |
| LXII     | 1995        | Duitama · ( Colombia)                   | Jeannie Longo Francia                   | Catherine Marsal Francia                     | Edita Pučinskaitė · Lituania            |
| LXIII    | 1996        | Lugano · ( Suiza)                       | Barbara Heeb · Suiza                    | Rasa Polikevičiūtė · Lituania                | Linda Jackson · Canadá                  |
| LXIV     | 1997        | San Sebastián · ( España)               | Alessandra Cappellotto · Italia         | Elisabeth Tadich Australia                   | Catherine Marsal Francia                |
| LXV      | 1998        | Valkenburg · ( Países Bajos)            | Diana Žiliūtė · Lituania                | Leontien Zijlaard-van Moorsel · Países Bajos | Hanka Kupfernagel · Alemania            |
| LXVI     | 1999        | Verona · ( Italia)                      | Edita Pučinskaitė · Lituania            | Anna Wilson Australia                        | Diana Žiliūtė · Lituania                |
| LXVII    | 2000        | Plouay ( Francia)                       | Zinaida Stahurskaya · Bielorrusia       | Chantal Beltman · Países Bajos               | Madeleine Lindberg · Suecia             |
| LXVIII   | 2001        | Lisboa ( Portugal)                      | Rasa Polikevičiūtė · Lituania           | Edita Pučinskaitė · Lituania                 | Jeannie Longo Francia                   |
| LXIX     | 2002        | Zolder · ( Bélgica)                     | Susanne Ljungskog · Suecia              | Nicole Brändli · Suiza                       | Joane Somarriba · España                |
| LXX      | 2003        | Hamilton · ( Canadá)                    | Susanne Ljungskog · Suecia              | Mirjam Melchers · Países Bajos               | Nicole Cooke Reino Unido                |
| LXXI     | 2004        | Verona · ( Italia)                      | Judith Arndt · Alemania                 | Tatiana Guderzo · Italia                     | Anita Valen · Noruega                   |
| LXXII    | 2005        | Madrid · ( España)                      | Regina Schleicher · Alemania            | Nicole Cooke Reino Unido                     | Oenone Wood Australia                   |
| LXXIII   | 2006        | Salzburgo · ( Austria)                  | Marianne Vos · Países Bajos             | Trixi Worrack · Alemania                     | Nicole Cooke Reino Unido                |
| LXXIV    | 2007        | Stuttgart · ( Alemania)                 | Marta Bastianelli · Italia              | Marianne Vos · Países Bajos                  | Giorgia Bronzini · Italia               |
| LXXV     | 2008        | Varese · ( Italia)                      | Nicole Cooke Reino Unido                | Marianne Vos · Países Bajos                  | Judith Arndt · Alemania                 |
| LXXVI    | 2009        | Mendrisio · ( Suiza)                    | Tatiana Guderzo · Italia                | Marianne Vos · Países Bajos                  | Noemi Cantele · Italia                  |
| LXXVII   | 2010        | Melbourne ( Australia)                  | Giorgia Bronzini · Italia               | Marianne Vos · Países Bajos                  | Emma Johansson · Suecia                 |
| LXXVIII  | 2011        | Copenhague ( Dinamarca)                 | Giorgia Bronzini · Italia               | Marianne Vos · Países Bajos                  | Ina-Yoko Teutenberg · Alemania          |
| LXXIX    | 2012        | Valkenburg · ( Países Bajos)            | Marianne Vos · Países Bajos             | Rachel Neylan Australia                      | Elisa Longo Borghini · Italia           |
| LXXX     | 2013        | Florencia · ( Italia)                   | Marianne Vos · Países Bajos             | Emma Johansson · Suecia                      | Rossella Ratto · Italia                 |
| LXXXI    | 2014        | Ponferrada · ( España)                  | Pauline Ferrand-Prévot Francia          | Lisa Brennauer · Alemania                    | Emma Johansson · Suecia                 |
| LXXXII   | 2015        | Richmond ( Estados Unidos)              | Elizabeth Armitstead Reino Unido        | Anna van der Breggen · Países Bajos          | Megan Guarnier Estados Unidos           |
| LXXXIII  | 2016        | Doha ( Catar)                           | Amalie Dideriksen Dinamarca             | Kirsten Wild · Países Bajos                  | Lotta Lepistö · Finlandia               |
| LXXXIV   | 2017        | Bergen · ( Noruega)                     | Chantal Blaak · Países Bajos            | Katrin Garfoot Australia                     | Amalie Dideriksen Dinamarca             |
| LXXXV    | 2018        | Innsbruck · ( Austria)                  | Anna van der Breggen · Países Bajos     | Amanda Spratt Australia                      | Tatiana Guderzo · Italia                |
| LXXXVI   | 2019        | Yorkshire ( Reino Unido)                | Annemiek van Vleuten · Países Bajos     | Anna van der Breggen · Países Bajos          | Amanda Spratt Australia                 |
| LXXXVII  | 2020        | Imola · ( Italia)                       | Anna van der Breggen · Países Bajos     | Annemiek van Vleuten · Países Bajos          | Elisa Longo Borghini · Italia           |
| LXXXVIII | 2021        | Flandes · ( Bélgica)                    | Elisa Balsamo · Italia                  | Marianne Vos · Países Bajos                  | Katarzyna Niewiadoma · Polonia          |
| LXXXIX   | 2022        | Wollongong ( Australia)                 | Annemiek van Vleuten · Países Bajos     | Lotte Kopecky · Bélgica                      | Silvia Persico · Italia                 |
| XC       | 2023        | Glasgow ( Reino Unido)                  | Lotte Kopecky · Bélgica                 | Demi Vollering · Países Bajos                | Cecilie Ludwig Dinamarca                |
| XCI      | 2024        | Zúrich · ( Suiza)                       | Lotte Kopecky · Bélgica                 | Chloé Dygert Estados Unidos                  | Elisa Longo Borghini · Italia           |

## Medallero histórico
- Actualizado a Zúrich 2024.

| Núm. | País           | Oro | Plata | Bronce | Total |
| ---- | -------------- | --- | ----- | ------ | ----- |
| 1    | Países Bajos   | 14  | 18    | 5      | 37    |
| 2    | Francia        | 10  | 5     | 2      | 17    |
| 3    | Bélgica        | 8   | 7     | 4      | 19    |
| 4    | Italia         | 6   | 6     | 13     | 25    |
| 5    | Reino Unido    | 5   | 3     | 3      | 11    |
| 6    | Alemania       | 5   | 2     | 6      | 13    |
| 7    | URSS           | 3   | 7     | 11     | 21    |
| 8    | Lituania       | 3   | 2     | 2      | 7     |
| 9    | Suecia         | 3   | 1     | 3      | 7     |
| 10   | Estados Unidos | 2   | 6     | 4      | 12    |
| 11   | Suiza          | 1   | 2     | 0      | 3     |
| 12   | Dinamarca      | 1   | 0     | 2      | 3     |
| 12   | Luxemburgo     | 1   | 0     | 1      | 2     |
| 12   | Noruega        | 1   | 0     | 1      | 2     |
| 15   | Bielorrusia    | 1   | 0     | 0      | 1     |
| 16   | Australia      | 0   | 5     | 2      | 7     |
| 17   | Canadá         | 0   | 0     | 2      | 2     |
| 18   | España         | 0   | 0     | 1      | 1     |
| 18   | Finlandia      | 0   | 0     | 1      | 1     |
| 18   | Polonia        | 0   | 0     | 1      | 1     |
|      | TOTAL          | 64  | 64    | 64     | 192   |

1. ↑  Incluye las medallas obtenidas por la RFA y la RDA entre 1949 y 1990.

## Estadísticas

### Ciclista con más medallas
| Medallas | Corredora              | País         | Oro | Plata | Bronce |
| -------- | ---------------------- | ------------ | --- | ----- | ------ |
| 9        | Marianne Vos           | Países Bajos | 3   | 6     | 0      |
| 8        | Jeannie Longo          | Francia      | 5   | 2     | 1      |
| 8        | Keetie van Oosten-Hage | Países Bajos | 2   | 3     | 3      |
| 7        | Yvonne Reynders        | Bélgica      | 4   | 2     | 1      |
| 4        | Anna van der Breggen   | Países Bajos | 2   | 2     | 0      |
| 4        | Anna Konkina           | Rusia        | 2   | 0     | 2      |
| 4        | Catherine Marsal       | Francia      | 1   | 2     | 1      |
| 4        | Nicole Cooke           | Reino Unido  | 1   | 1     | 2      |
| 4        | Maria Canins           | Italia       | 0   | 2     | 2      |
| 4        | Aino Púronen           | Rusia        | 0   | 1     | 3      |